# Distretto di Luong Tai
Il distretto di Luong Tai (vietnamita: Lương Tài) è un distretto (huyện) del Vietnam che nel 2019 contava 104.464 abitanti.
Occupa una superficie di 101 km² nella provincia di Bac Ninh. Ha come capitale Pho Thua.